# Prince (tobak)
Prince är ett varumärke på cigaretter och snus som tillhör och tillverkas av det danska tobaksbolaget House of Prince. Deras första cigarett, full flavour-cigaretten röd Prince, lanserades år 1957 och sedan dess har Prince-familjen breddats med en rad märken som tillsammans täcker ett brett spektrum av såväl smak som styrka.
Cigarettmärket blev känt i Sverige i slutet av 1960-talet via en mycket aggressiv marknadsföring, då ett antal kända svenska artister gick ut med namn och bild under en slogan där de deklarerade att "Jag har också gått över till Prince".

## Cigarettmärken
- Prince Rich Taste (Original Röd)
- Prince Rich Taste 100's (Långa röda)
- Prince Rounded Taste (Vit)

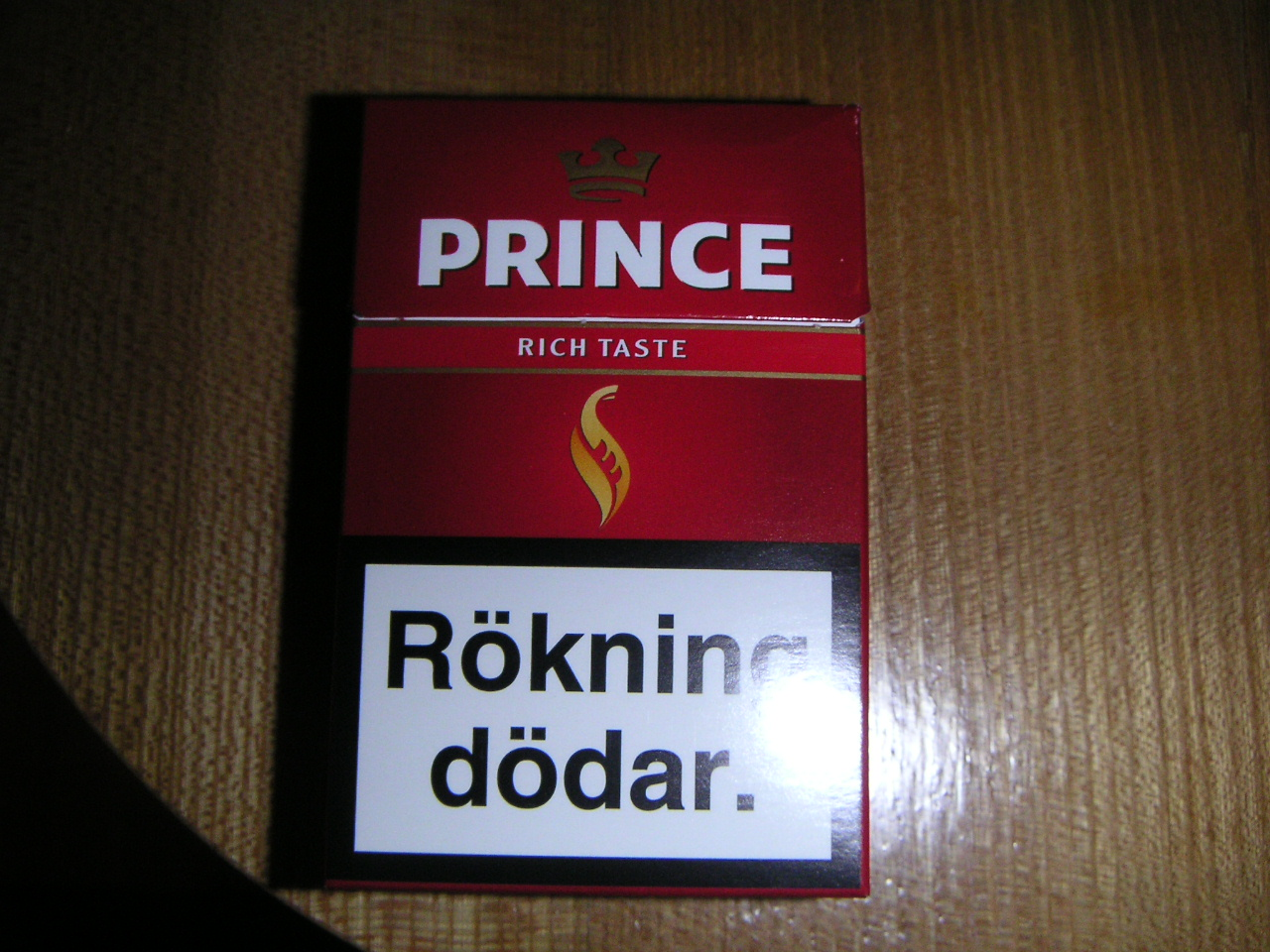
Ett paket Prince Rich Taste

- Prince Rounded Taste 100's (Långa Vita)
- Prince Golden Taste (Guld)
- Prince Boost f.d. Menthol Taste (Grön)
- Prince Highland Taste (Blå)
- Prince Golden Taste (Ljusbrun)
- Prince First Cut (Olivgrön)
- Prince Indian Summer (Orange)
- Prince Midnight Taste (Guld, Svart, Vit)

## Snus
2005 lanserade Prince ett portionssnus, som i smaken påminner mycket om tobaken i Prince cigaretter. En dosa Prince Original Portion innehåller 24 portioner à 1g.